# Tetraopes batesi
Tetraopes batesi là một loài bọ cánh cứng trong họ Cerambycidae.